# Пунч (район)
Пунч (урду ضلع پونچھ ) — один із 10 округів території Азад Кашмір, яка знаходиться під управлінням Пакистану. Межує на півночі з районом Баг, на північному сході з районом Хавелі, на південному сході з районом Пунч підконтрольного Індії Кашміру, на півдні з районами Судханоті та Котлі в Азад Кашмірі, а на заході з Район Равалпінді провінції Пенджаб в Пакистані. Район Пунч є частиною великого кашмірського спору між Індією та Пакистаном. Штаб-квартира округу — місто Равалакот . Це третій за чисельністю населення район Азад Кашміру.
Основна мова — пахарі («панчі»), рідною для приблизно 95% населення, але є також носії гуджарі, тоді як урду має офіційний статус.

## Історія
З кінця сімнадцятого століття до 1837 року нашої ери Пунчем правили мусульманські раджі Лорана в Хавелі Техсіль. Потім він потрапив до рук раджі Файзталаба з уряду Пенджабу. Пунч був включений у передачу горбистої країни Махараджі Гулабу Сінгху з Джамму та Кашміру в 1848 році. До цієї передачі Пунч був джагіром, наданим Раджі Діан Сінгху. Махараджа Гулаб Сінгх відновив Пунч і прилеглі території до синів Діан Сінгха, Джавахара Сінгха та Моіті Сінгха. Раджа Пунча повинен був подарувати махараджі одного коня з золотими оздобами. Раджі Пунча не дозволялося здійснювати будь-які адміністративні зміни на території Пунча без попередньої консультації з махараджею Кашміру.

### Відокремлення пунча

Карта Азад Кашміру з відділом Пунч, виділеним червоним
(Район Пунч був створений з частини округу Пунч, яка перебувала під управлінням Азад Кашмірі до 1947 року.)

Після здобуття незалежності в 1947 році в західній частині округу Пунч відбулося повстання. Повстанці на чолі з Сардаром Ібрагімом-ханом шукали підтримки в Домініоні Пакистан, який надав зброю, а потім розпочав власне вторгнення, використовуючи пуштунські племена. У відповідь махараджа Джамму і Кашміру приєднався до Індії, і конфлікт переріс у індо-пакистанську війну. Коли було застосовано припинення вогню, район Пунч був розділений на два окремих райони. Колишня штаб-квартира, місто Пунч, потрапила під адміністрацію Індії, а нова штаб-квартира в західному окрузі зрештою була заснована в Равалакоті.

### 1949 дотепер
З чотирьох техсілів початкового району Пунч, а саме Багх, Судноті, Хавелі та Мендхар, дивізія Азад Кашмірі Пунч включала перші два та частину третього. Згодом ці три техсіли були виділені в окремі райони, а новий район Пунч був створений у центрі дивізіону Пунч шляхом об’єднання частин техсілей Баг і Судноті.
Район Пунч був головною територією жорстокого антиурядового повстання (на чолі з племенем Судан) під час повстання Пунч 1955 року, яке тривало з початку 1955 до кінця 1956 року.

## Адміністративний поділ
Район адміністративно поділяється на чотири техсіли: 
- Аббаспур Техсіль
- Хаджіра Техсіль
- Равалакот Техсіл
- Торар Техсіль

## Освіта
Відповідно до рейтингу освіти району Пакистану за 2017 рік, звіту, опублікованого Аліфом Айланом, район Пунч посідає 8 місце в національному рейтингу з балом освіти 73,52. За останні п’ять років округ Пунч продемонстрував найбільше покращення у створенні середніх шкіл. Оцінка навчання в районі Пунч становить 84,15. Оцінка шкільної інфраструктури для округу Пунч становить 14,88, що ставить округ на 151 місце, що ставить його в п’ять найнижчих округів щодо інфраструктури в Пакистані та двох залежних від нього територіях. Школи в окрузі Пунч також мають серйозні проблеми з електрикою, питною водою та огороджувальними стінами, що відображено в їхніх балах 2,67, 12,1 і 6,23 відповідно. Стан деяких шкільних будівель також становить серйозний ризик для безпеки учнів.

## Транспорт
Автобус Пунч – Равалакот, який перетинає LOC, допоміг відновити зв’язки через кордон.